# Tachymenoides harrisonfordi
Tachymenoides harrisonfordi é uma espécie de serpente, descoberta no Peru em 2022, e nomeada em homenagem ao ator norte-americano Harrison Ford. A serpente mede cerca de 40 cm e é de cor preta e dourada.

## Habitat
A espécie só é conhecida no Parque Nacional de Otishi, no Peru.

## Alimentação
Entre as presas da T. harrisonfordi encontram-se lagartos e sapos.